# Rofinhac de Sigolés
Rofinhac del Sigolés (en francès Rouffignac-de-Sigoulès) és un municipi francès situat al departament de la Dordonya i a la regió de la Nova Aquitània.

## Demografia
| 1962                                       | 1968 | 1975 | 1982 | 1990 | 1999 | 2007 |
| ------------------------------------------ | ---- | ---- | ---- | ---- | ---- | ---- |
| 279                                        | 253  | 263  | 281  | 282  | 284  | 344  |
| Des de 1962: població sense dobles comptes |      |      |      |      |      |      |

## Administració
| Període | Identitat     | Partit |
| ------- | ------------- | ------ |
| 2008-   | Alain Castang | PS     |